# Aletschhorn
L'Aletschhorn (4.193 m) è una montagna svizzera delle Alpi bernesi, situata vicino alla frontiera tra il Canton Vallese e quello di Berna, ma interamente in territorio vallese.

## Caratteristiche

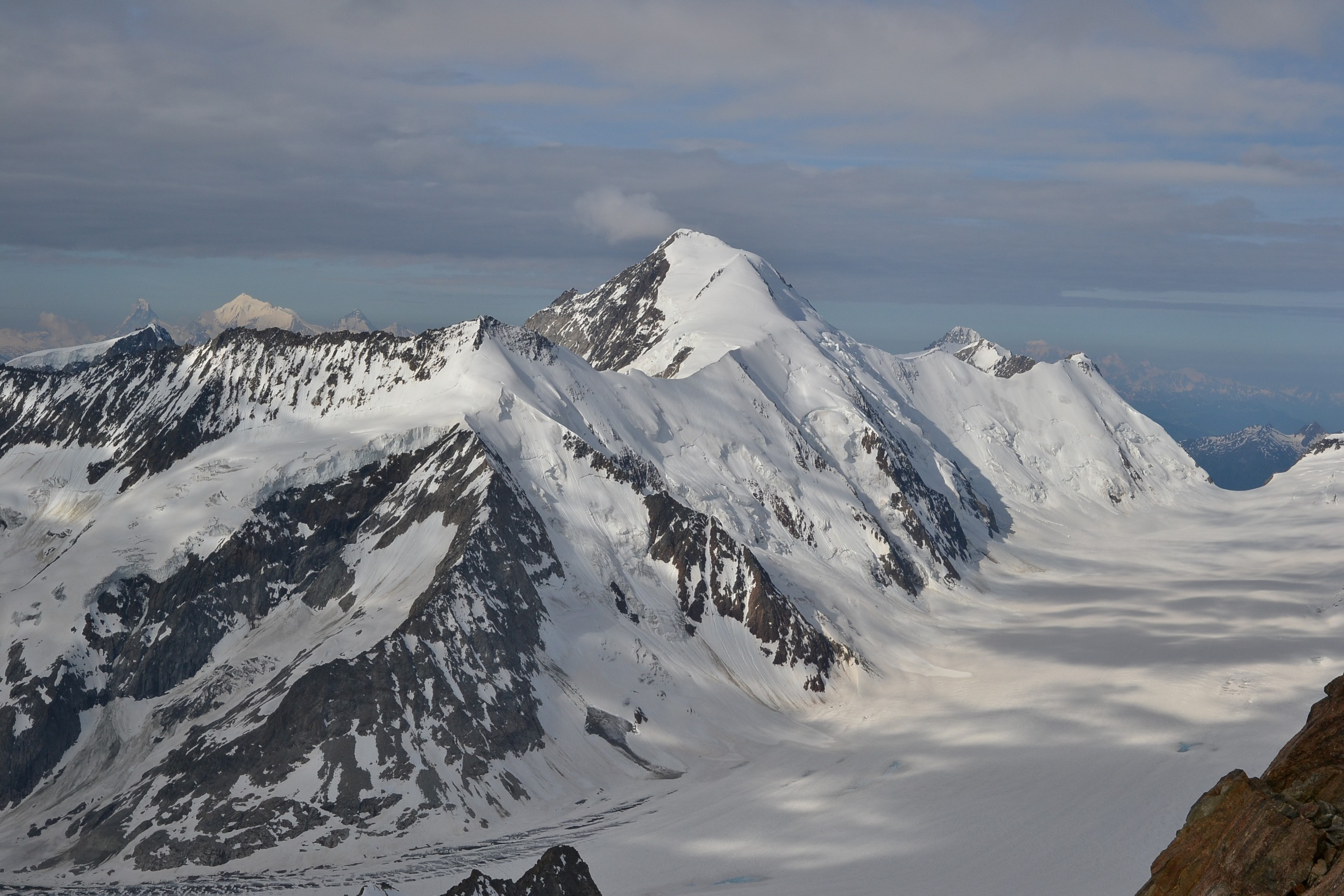
Versante nord della montagna con in basso l'Aletschfirn.

Si presenta come un'imponente ed elegante piramide ammantata di neve e di ghiaccio e contornata da diverse montagne di minore altezza: Sattelhorn, Geisshorn e Dreieckhorn.
Sovrasta ad ovest il ghiacciaio dell'Aletsch e lungo il suo versante nord si trova l'Aletschfirn; il suo versante sud-est fa nascere il Mittelaletschgletscher che si collega al ghiacciaio principale più a valle a circa 2300 metri di altezza mentre dal suo versante sud-ovest scende il Oberaletschgletscher.
È ritenuta essere la cima più fredda delle Alpi.

## Salita alla vetta

### Prima ascensione

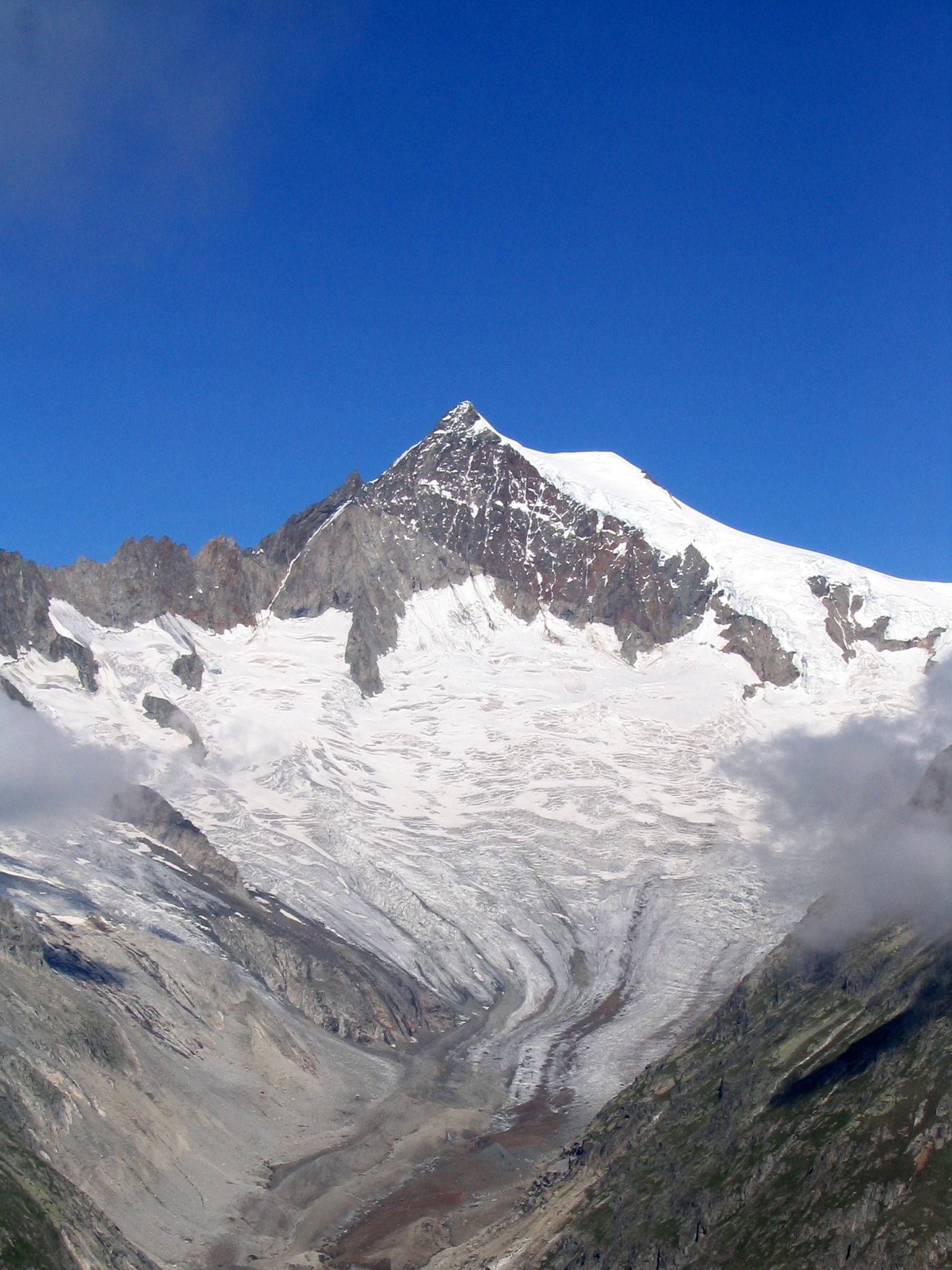
La montagna, versante sud-est, vista dall'Eggishorn. Ai piedi il Mittelaletschgletscher.

La prima salita alla vetta fu realizzata il 18 giugno 1859 da Francis Fox Tuckett con le guide Johann Joseph Bennen, Peter Bohren e Vistor Tairraz.

### Vie normali
Una prima via normale di salita alla vetta parte da Betten ed è nel complesso lunga ad impegnativa. Un primo giorno viene impiegato per raggiungere il Mittelaletschbiwak (3013 m) ed il secondo per raggiungere la vetta. La via affronta la cresta nord-est.
Nel dettaglio da Betten in funivia si raggiunge Bettmeralp (1.950 m). Partendo a piedi si passa sotto l'Eggishorn e poi si attraversa il ghiacciaio dell'Aletsch. Si risale poi il Mittelaletschgletscher arrivando così al Mittelaletschbiwak (3013 m). Fino a questo bivacco occorrono dalle cinque alle sette ore di marcia. Dal bivacco si sale all'Aletschjoch (3614 m), valico tra l'Aletschhorn ed il Dreieckhorn. Dal valico si sale la cresta nord-est della montagna. Questa seconda parte richiede circa cinque ore.
Una seconda via normale affronta il versante sud-ovest ed ha come punto di appoggio l'Oberaletschhütte. Dal rifugio si prende piede sull'Oberaletschgletscher e lo si risale su riva sinistra. A quota 2700 circa si prosegue in direzione est risalendo il ghiacciaio che scende dal Geishorn. Si raggiunge così la cresta sud-ovest della montagna e la si percorre fino alla vetta.